# Alive in Seattle
Alive in Seattle — двойной концертный альбом американо-канадской рок-группы Heart, выпущенный 10 июня 2003 года.

## Об альбоме
Диск был записан во время выступления группы в Сиэтле, которым они закрыли свой летний тур Summer of Love Tour 2002 года.

## Список композиций
| №   | Название                     | Автор(ы)                                          | Длительность |
| --- | ---------------------------- | ------------------------------------------------- | ------------ |
| 1.  | «Crazy on You»               | Энн Уилсон, Нэнси Уилсон                          | 5:03         |
| 2.  | «Sister Wild Rose»           | Сью Эннис, Энн Уилсон, Нэнси Уилсон               | 3:29         |
| 3.  | «The Witch»                  | Джерри Росли                                      | 2:59         |
| 4.  | «Straight On»                | Сью Эннис, Энн Уилсон, Нэнси Уилсон               | 5:22         |
| 5.  | «These Dreams»               | Мартин Пэйдж, Берни Топин                         | 5:38         |
| 6.  | «Mistral Wind»               | Сью Эннис, Роджер Фишер, Энн Уилсон, Нэнси Уилсон | 7:39         |
| 7.  | «Alone»                      | Билли Штейнберг, Том Келли                        | 4:58         |
| 8.  | «Dog & Butterfly»            | Сью Эннис, Энн Уилсон, Нэнси Уилсон               | 6:16         |
| 9.  | «Mona Lisas and Mad Hatters» | Элтон Джон, Берни Топин                           | 5:50         |
| 10. | «The Battle of Evermore»     | Джимми Пейдж, Роберт Плант                        | 5:50         |

| №  | Название                    | Автор(ы)                                                         | Длительность |
| -- | --------------------------- | ---------------------------------------------------------------- | ------------ |
| 1. | «Heaven»                    | Сью Эннис, Энн Уилсон, Нэнси Уилсон                              | 5:51         |
| 2. | «Magic Man»                 | Энн Уилсон, Нэнси Уилсон                                         | 6:00         |
| 3. | «Two Faces of Eve»          | Сью Эннис, Энн Уилсон, Нэнси Уилсон                              | 4:16         |
| 4. | «Love Alive»                | Роджер Фишер, Энн Уилсон, Нэнси Уилсон                           | 5:52         |
| 5. | «Break the Rock»            | Сью Эннис, Энн Уилсон, Нэнси Уилсон                              | 3:54         |
| 6. | «Barracuda»                 | Энн Уилсон, Нэнси Уилсон, Роджер Фишер, Майк Дерозьер, Сью Эннис | 6:10         |
| 7. | «Wild Child»                | Роберт Джон «Матт» Ланг, Крэйг Джойнер, Энтони Митман            | 4:37         |
| 8. | «Black Dog»                 | Джимми Пейдж, Роберт Плант, Джон Пол Джонс                       | 6:12         |
| 9. | «Dreamboat Annie» (Reprise) | Энн Уилсон, Нэнси Уилсон                                         | 3:27         |

## Участники записи
Список составлен по сведениям базы данных Discogs.

| Heart: - Энн Уилсон — вокал, акустическая гитара, автоарфа, флейта, укулеле - Нэнси Уилсон — гитара, акустическая гитара, вокал, мандолина, укулеле - Майк Айнез — бас-гитара - Том Киллок — клавишные - Скотт Олсон — гитара, акустическая гитара, лэп-стил, бэк-вокал - Бен Смит — ударные, перкуссия | Технический персонал: - Джей Резник — продюсер - Джордан Берлиант — исполнительный продюсер - Джефф Магид — исполнительный продюсер - Фил Нибоун — звукорежиссёр - Вуди Порнпитаксук — звукорежиссёр - Бифф Доус — звукорежиссёр - Тим Вайднер — инженер сведе́ния - Джозеф М. Палмаччио — мастеринг-инженер - Дэвид Коулман — арт-директор - Рэй Вудхаус — фотограф (портреты группы) - Лэнс Мерсер — фотограф (концертные фото) - Дэвид Уайлд — автор текста для буклета |